# 9:06
9:06 je slovenski filmski triler iz leta 2009 v režiji Igorja Šterka. Film je bil izbran za slovenski predlog za najboljši tujejezični film na 83. izboru oskarjev, vendar ni prišel v ožji izbor. Osvojil je 15 nagrad na festivalu slovenskega filma 2009, tudi za najboljši film in najboljšega režiserja. Na Festivalu slovenskega filma je dobil vesno na najboljši slovenski film.

## Igralci
- Silva Čušin - nekdanja žena
- Labina Mitevska - Milena
- Pavle Ravnohrib - Tine
- Igor Samobor - Dušan